# Abadia de Brixworth
A Abadia de Brixworth foi uma casa monástica em Northamptonshire, Inglaterra. A igreja, que se pensava ter sido de planta basilical, foi devastada durante a invasão dinamarquesa de 876 e convertida na Igreja de Todos os Santos no século X, quando a entrada ocidental original foi transformada numa torre. 